# Bureau Veritas
Bureau Veritas S.A. es una compañía global de servicios de ensayo, inspección y certificación. Bureau Veritas ofrece servicios y soluciones para asegurar que los activos de sus clientes, productos, infraestructura y procesos cumplen con las normas y reglamentos en materia de calidad, salud y seguridad, protección medioambiental y responsabilidad social. En 2019, el grupo cuenta con más de 78.000 empleados en más de 1.400 oficinas y laboratorios ubicados en 140 países.
Formada originalmente en Amberes (Bélgica) en 1828 como Oficina de Renseignements pour les Assurances Maritimes (Información para Seguros Marítimos), el nombre de Bureau Veritas fue adoptado en 1829.
La compañía tiene su sede en Neuilly-sur-Seine, cerca de La Défense (París, Francia) y su actual propietario es Franco Alexander Trejo Yáñez.

## Historia
Bureau Veritas fue formada en junio de 1828 en Amberes (Bélgica) por los suscriptores Alexandre Delehaye, Louis van den Broek y el broker de seguros Auguste Morel. El nombre de Bureau Veritas fue adoptado en 1829. Esto incluyó la adopción de la figura del logotipo de la verdad diseñado por Achille Deveria. La compañía fue fundada con el objetivo inicial de reunir, verificar y dotar a las empresas de seguros marítimos con información precisa y actualizada sobre el estado de los buques y sus equipos en todo el mundo. A principios del siglo XX, Bureau Veritas se involucró en actividades nuevas: la inspección de piezas metálicas y equipos para la industria del ferrocarril y posteriormente para todo el sector industrial y la construcción.
A finales del siglo XX, Bureau Veritas amplió su alcance para establecer un sistema de inspección de mercancías para las importaciones y exportaciones antes de ser enviados y establecer la certificación de gestión de calidad. A principios del siglo XXI, Bureau Veritas añadió 2 nuevos negocios a su actividad: ensayos de productos de consumo y pruebas de materias primas.
La compañía comenzó a cotizar en la Bolsa de París en octubre de 2007.
Como dato curioso, las estadísticas de Veritas se mencionan en el libro del escritor francés Julio Verne Veinte mil leguas de viaje submarino (Vingt mille lieues sous les mers).

### Bureau Veritas en España
España, en el siglo XIX, constituía uno de los mercados estratégicos para Bureau Veritas por la relevancia de su industria naval y la gran actividad de sus centros portuarios, así como su carácter de punto privilegiado en el comercio marítimo.
- La Compañía está presente en España desde 1854 con una oficina en el puerto de Cádiz.
- La segunda oficina se ubicaría en Barcelona, otro enclave de cenital importancia tanto para el comercio marítimo como para el desarrollo de la Revolución Industrial en España.
- La mayor parte de los buques mercantes construidos durante el siglo XX en España se hicieron de acuerdo con los Reglamentos de Bureau Veritas, siendo construidos en 1930, por ejemplo, para la Compañía Trasatlántica Española, la Compañía Trasmediterránea o el barco real Hispania IV encargado por Alfonso XIII.
- Durante las décadas de los 50 y 60, Bureau Veritas juega un papel clave en la modernización de la industria española, participando en proyectos tan emblemáticos como la construcción de la fábrica de Citroën en Vigo o el Plan de Modernización de RENFE en 1963. Esta etapa concluirá en 1968 con la constitución de Bureau Veritas Español, S.A. y la definitiva configuración de la compañía tal y como se la conoce en la actualidad.
- A lo largo de los años 80, Bureau Veritas continúa trabajando junto con la Administración tanto Central como Autonómica, estando presente en obras tan emblemáticas como la construcción del Museo Guggenheim de Bilbao o la Ciudad de las Artes y las Ciencias de Valencia.
- En 2007, Bureau Veritas adquirió el Grupo ECA y alcanzó aproximadamente 3.500 empleados y 80 oficinas entre todas las comunidades autónomas. Su facturación en 2010 llegó a los 221 millones de euros.
- En 2011, Bureau Veritas Certification otorga la certificación para la gestión energética de la nueva norma ISO 50001:2011 a la planta de energía térmica de Reliance Infraestructure Ltd. También hizo entrega de la Primera Certificación ISCC para la sostenibilidad de los biocarburantes. Además, recibiría la acreditación para la certificación de Sistemas de Gestión de la Seguridad de la Información (SGSI) conforme a la Norma UNE-EN ISO/IEC 27001:2006. En octubre de ese año, ECA Bureau Veritas obtuvo la acreditación para la realización de certificaciones de material rodante ferroviario. En 2011 fue un buen año para Bureau Veritas, terminando el curso y sumándose a la marca de calidad “Madrid Excelente”.
- Bureau Veritas fue reconocida por la RSPO (Roundtable on Sustainable Palm Oil) como el organismo que puede certificar a las compañías de todo el mundo productoras del aceite de palma. Otro logro significativo fue que la Business Line de Industria obtuvo en el presente curso la licitación por la cual se convierte en participante del ambicioso proyecto mundial Fusion for Energy (F4E) del Instituto Tecnológico y de Energías Renovables (ITER) y se encarga de la inspección del proyecto ITER.
- En junio de 2012, Bureau Veritas Certification siguió ampliando sus actividades de certificación con la “Certificación Internacional de Coaches”, convirtiéndose en la primera empresa certificadora en otorgar la distinción ya que, en el sector, no existía ningún referencial que pudiera certificarse por una entidad certificadora externa.

## Negocios
La sede central del grupo se encuentra en Francia, en Neuilly-sur-Seine, cerca de París.
Bureau Veritas es una compañía que cotiza en el Euronext París y pertenece a Next20 (Compartimiento A, código ISIN FR 0006174348, símbolo stock: BVI). Su último documento de registro se presentó a la AMF (del francés "Autorités des Marchés Financiers") en marzo de 2016.
La distribución de capital el 31 de diciembre de 2015 era el siguiente:
- 40,08%: Grupo Wendel;
- 56,94%: Capital flotante (o Free float);
- 00,77%: Gerentes
- 01,21%: Empleados
- 01,00%: Acciones propias

En 2015, los ingresos del grupo alcanzaron los 4,634.8 millones de euros.
La organización de Bureau Veritas tiene 8 negocios globales o divisiones
- Marina
- Industria
- Construcción
- Seguridad Industrial y Medio Ambiente
- Certificación
- Commodities
- Productos de Consumo
- Contratos de Gobierno y Comercio Internacional

El logotipo corporativo de Bureau Veritas no ha tenido cambios significativos desde su origen. Tiene varios símbolos, cada uno con un significado específico.
- La fecha de 1828: es el símbolo de la trayectoria de Bureau Veritas como corresponde a su fundación
- El barco: las actividades navales dieron a luz a Bureau Veritas al inicio del siglo XIX
- El sello: el aval es el símbolo de la actividad realizada por el grupo
- La antorcha: el conocimiento, la experiencia y el know-how del grupo
- El gallo: representa la vigilancia, es decir, la atención constante en las actividades diarias de los empleados contratados por Bureau Veritas
- El espejo: refleja la imparcialidad que guía todos los actos de los empleados
- La escala: la justicia que posa la forma de actuar del grupo
- El globo: la actividad mundial de Bureau Veritas
- El caduceo: es el símbolo que define a Bureau Veritas como una empresa con ambición empresarial
- La silueta (a veces también llamada "la dama"): muestra tanto el aspecto humano de las personas que constituyen Bureau Veritas como la verdad que el grupo busca alcanzar.

## Empresas certificadoras similares
- EQA
- AENOR (Asociación Española de Normalización y Certificación)
- SGS España
- https://www.standardlift.org/